# Bitva u Adrianopole
Bitva u Adrianopole se odehrála 9. srpna 378 mezi římským vojskem pod velením východořímského císaře Valenta s Góty a Alany vedenými Fritigernem. Střetnutí se odehrálo severně od římského města Adrianopol (nynější Edirne) a skončilo drtivým vítězstvím Gótů, když v boji zahynula většina římských vojáků včetně samotného Valenta. Přestože vítězní Gótové nedokázali svého úspěchu nijak využít a o několik let později se Římanům dokonce podrobili, setrvali na území říše, přičemž se stali trvalým mocenským faktorem ovlivňujícím římskou politiku a destabilizujícím faktorem balkánské provincie. Průběh bitvy lze poměrně dobře rekonstruovat na základě popisu soudobých historiků Ammiana Marcellina, Orosia a Eunapia.

## Příchod Gótů
V sedmdesátých letech 4. století se v oblastech severně od Černého moře objevili Hunové, nomádi původem ze střední Asie, jejichž vpád do východní Evropy je označován za počátek období stěhování národů. Hunové si při svém postupu nejprve podrobili Alany a kolem roku 375 vyvrátili říši gótských Greutungů, nacházející se na jižní Ukrajině. Značná část Greutungů se poddala vítězům, ovšem mnoho jiných před nimi uprchlo směrem na západ. Neustávající hunský tlak přiměl jinou skupinu Gótů, známou jako Tervingové, sídlící při dolním Dunaji, aby v roce 376 požádala císaře Valenta o svolení usadit se v římské provincii Moesii. Valens tehdy pobýval s jádrem své armády na východě, kde právě vedl válku s Peršany a nemohl Gótům příliš bránit v překročení Dunaje. Souhlasil proto, aby vůdci Tervingů Alavivus a Fritigern vstoupili se svými lidmi na římské teritorium a jejich příchod označil za vítanou příležitost k doplnění vojska o gótské rekruty a rozmnožení příjmů státní pokladny.
Římané často přijímali do říše příslušníky poražených kmenů a umožnili jim obdělávat půdu výměnou za vojenské služby. Říkalo se jim foederati – spojenci. Nicméně množství Gótů, jež v roce 376 dorazilo k Dunaji, bylo neobvykle vysoké, Římané tudíž nebyli schopni Tervingy odzbrojit, ani jim zajistit nezbytný přísun potravin. Mezitím se k hranicím říše přiblížili i Greutungové, jejichž velitelé Alatheus a Safrax se obrátili na Valenta s obdobnou žádostí o azyl, jako před nimi představitelé Tervingů. Ačkoli tyto Góty císař odmítl vpustit do říše, Greutungové se i nadále zdržovali v blízkosti Dunaje.
Přijetí Tervingů do Moesie naráželo na nesouhlas nezanedbatelné části římské společnosti. Četní politici a generálové byli přesvědčeni, že barbaři pobývající uvnitř hranic říše se jednoho dne stanou pro římský stát vážnou hrozbou. Jiní zastávali názor, k němuž se přiklonil i císař Valens, že možné výhody převáží nad případnými problémy. Naproti tomu římské obyvatelstvo žijící v oblastech zasažených přílivem Gótů nepociťovalo nadšení ze svých nových sousedů. Církev spatřovala v Gótech barbary, kteří si podrželi mnohé ze svých pohanských zvyků. Navíc valná část z nich se přiklonila k arianismu, pokládanému ostatními křesťany za herezi. Valens však těmto výhradám nevěnoval pozornost, protože byl sám arián, což mu mezi Tervingy zajišťovalo jistou míru důvěry. Krom toho nepovažoval nebezpečí vzpoury za vysoké, neboť Gótové mu poskytli hojné doklady o tom, že chtějí sloužit říši a jsou ochotni přijmout její kulturu.

## Vypuknutí povstání
Římské administrativní orgány postrádaly v nepříliš prosperujících balkánských provinciích patřičné kapacity k zabezpečení uživení enormního počtu gótských uprchlíků. Situaci dále zhoršovala nekompetentnost a hrabivost Římanů, jelikož bylo vcelku běžnou praxí, že oficiální činitelé zneužívali svého postavení k osobnímu prospěchu. Potraviny, jež měly být přiděleny Gótům, byly zabaveny jednotlivými veliteli. Comes Lupicinus a jeho podřízení je pak prodávali na černém trhu za přemrštěné ceny a těžili tak ze svízelné situace Gótů, sužovaných nedostatkem jídla. Tervingové začali záhy trpět hladem a podle popisu Ammiana Marcellina byli i gótští šlechtici nuceni prodávat vlastní děti do otroctví kvůli svému přežití. Vzhledem k rostoucímu napětí v řadách Tervingů stáhl Lupicinus některé římské oddíly, dosud střežící Greutungy na severním břehu Dunaje, do vnitrozemí, aby eskortovaly Tervingy k městu Marcianopolis (dnešní Devnja). Toho využili Alatheus a Safrax k přechodu řeky a následně se utábořili v jisté vzdálenosti od Tervingů, s nimiž navázali kontakt.

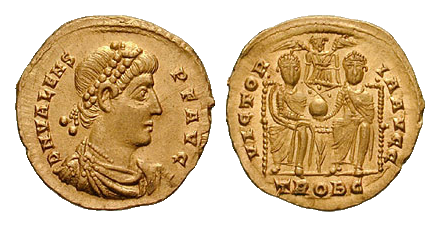
Solidus znázorňující císaře Valenta

Tervingové postupovali k Marcianopoli jen velmi pomalu, aby je Greutungové mohli dostihnout. Když se Tervingové přiblížili k místu svého určení, rozhodl se Lupicinus, stále více ztrácející kontrolu nad situací, že pozve jejich předáky na hostinu do svého sídla v Marcianopoli. Zde je nejspíše hodlal unést, což by odpovídalo běžné praxi Římanů, přičemž nelze vyloučit, že jednal na příkaz císaře. Fritigern a Alavivus se dostavili s menším ozbrojeným doprovodem, zatímco ostatní Tervingové byli nuceni setrvat asi 15 kilometrů od města, do něhož jim bylo zakázáno vstoupit. To v nich vzbudilo rozhořčení a při nastalém neklidu pobili četné římské vojáky. Jakmile byl Lupicinus zpraven o těchto skutečnostech, pokusil se gótské vůdce zadržet, avšak Fritigernovi se podařilo uniknout.
Proradnost Římanů se stala podnětem k zahájení gótské vzpoury. K Fritigernovi se okamžitě přidali Alatheovi a Safrakovi Greutungové a společně začali plenit okolí Marcianopole. Lupicinus shromáždil všechny dostupné muže a vytáhl proti povstalým Gótům, jimiž byl ale snadno poražen. Jen nevelký počet Římanů si po této srážce zachránil život útěkem. Zbývající římské pohraniční posádky se uchýlily za hradby opevněných sídel, jež se Gótové neodvážili dobývat. K povstalcům se připojili i gótští a římští otroci a daněmi zle utiskovaní thráčtí horníci. Jistá římská jednotka tvořená Góty a umístěná v Adrianopoli změnila strany poté, co na ni zaútočili místní obyvatelé. Lupicinova porážka zbavila Římany jakékoli možnosti využít pohoří Haemus (Stara Planina) jako zátarasu bránícímu vzbouřencům v jejich dalším postupu. Gótové zanedlouho pronikli na jih, načež napadli a zdevastovali nechráněnou venkovskou krajinu v Thrákii, o čemž se barvitě zmiňuje Ammianus:
„ … nezůstalo nic nedotčeno, leda to, co bylo nepřístupné nebo leželo daleko od cesty. Vraždilo se totiž bez rozdílu věku či pohlaví a všechno plálo mohutnými požáry. Byly odvlečeny matky, jimž přímo od kojících prsů vyrvali a usmrtili děťátka, i ovdovělé manželky, jimž před očima pobili jejich muže, a přes mrtvoly rodičů byli vláčeni ještě nedospělí chlapci a jinoši. Konečně i mnozí starci, volající že se už nasytili života, byli po ztrátě majetku i se sličnými ženami odváděni jako vyhoštěnci s rukama zkroucenýma za zády, zaplakavše nad spáleništěm rodového sídla.“

## Protiopatření Římanů
Valens zareagoval na tyto pohromy přesunutím několika legií z Arménie pod velením generálů Traiana a Profutura, kteří přibyli na Balkán v létě 377. Těm se brzy podařilo vytlačit Góty zpět na sever za Haemus. Valens také požádal o podporu svého synovce a západního spolucísaře Gratiana. Krátce nato přitáhl z Panonie zkušený velitel Frigeridus a comes Richomeres přivedl nevelké posily z Galie. Oba císařové započali s uvolňováním svých vojsk, doposud vázaných v operacích na Rýně a proti Persii. První oddíly odeslané proti Gótům proto ve srovnání s brannou mocí barbarů co do množství znatelně zaostávaly. Navzdory tomu se Římané odhodlali ke svedení bitvy s Góty skrývajícími se za kruhovou hradbou svých vozů u místa jménem Ad Salices. Toto střetnutí, odehrávající se zřejmě někdy v září 377, skončilo nerozhodně a obě strany v něm utrpěly vážné ztráty.

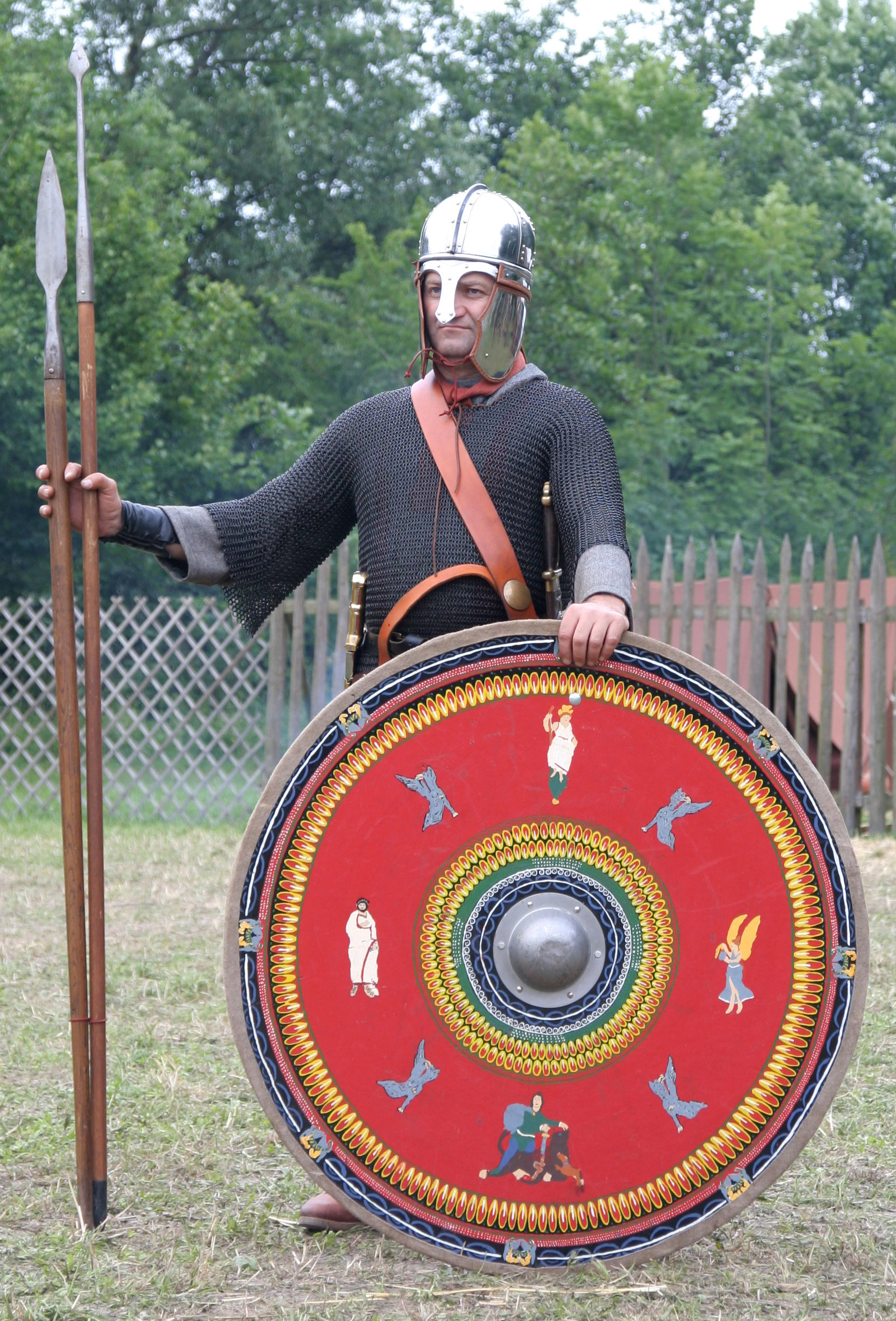
Římský pěšák konce 3. století, obdobně vyhlíželi římští vojáci doby stěhování národů

Třebaže Římané nedokázali přemoci Góty v bitvě u Ad Salices, zablokovali průsmyky v pohoří Haemus a soustředili všechny zásoby potravin do měst, nepřístupných barbarům. Gótové tedy setrvávali v izolaci mezi tímto horským pásmem, Dunajem a Černým mořem, takže mohli být postupem času vyhladověni. Valens mezitím vyslal k Traianovi a Profuturovi velitele jezdectva Saturnina. Hladem sužovaní Gótové sevření v Moesii a Skythii (dnešní Dobrudža) se bez valného úspěchu snažili probít přes Haemus. Fritigern se posléze obrátil na hunské a alanské jezdce, jež příslibem bohaté kořisti pohnul k tomu, aby se k němu připojili. S ohledem na drtivou převahu nepřítele nezbylo Saturninovi než stáhnout své muže z průsmyků. Záplava barbarů pak s novou a ještě větší energií pohltila vše, co jí stálo v cestě, a veškeré thrácké kraje až k Rodopům byly vydány na milost Gótů.
Frigeridus, vyslaný Gratianem zpět do Thrákie, zamýšlel zřídit obranné postavení u města Beroia (Stara Zagora), avšak z této pozice ho Gótové vypudili ještě před začátkem zimy. Když se Frigeridus stahoval západním směrem, porazil skupinu Taifalů vedenou gótským šlechticem Farnobiem. V únoru 378 se Gratianus, shromažďující sbory k tažení na východ, musel potýkat s nenadálým vpádem Lentijských Alamanů do Raetie, což způsobilo notné zdržení jeho výpravy. Někdy v téže době se Frigeridus opevnil v Trajánově bráně, průsmyku tvořícím spojnici mezi Thrákií a západním Balkánem, čímž zamezil pronikání Gótů do Illyrika. Po zajištění míru s Persií přesunul Valens na jaře 378 na Balkán své mobilní vojsko (comitatenses), čítající asi 30 000 až 40 000 mužů. V závěru května vstoupil do Konstantinopole, odkud se po dvanácti dnech vydal do blízkého sídla Melanthiady.
Na místo Traiana, jehož činil odpovědným za nezdar u Ad Salices, dosadil Valens penzionovaného generála Sebastiana. Ten se vzápětí odebral s nevelkým počtem vybraných vojáků proti gótským nájezdníkům v okolí Adrianopole, nad nimiž dosáhl několika drobných vítězství. Fritigern znepokojený tímto vývojem následně soustředil rozptýlené Góty u města Kabyly (Jambol). V prvním srpnovém týdnu přitáhl Valens v čele svého vojska k Adrianopoli. Optimismus navozený Sebastianovým snadným úspěchem byl ještě posílen Gratianovým příchodem do Castra Martis v nynějším severozápadním Bulharsku. Průzkumné jednotky navíc Valenta informovaly o tom, že se severně od Adrianopole pohybuje sotva 10 000 Gótů, ačkoli jejich skutečný počet byl několikanásobně vyšší. Tyto příznivé zprávy povzbudily východní armádu a její důstojnický sbor, stále více se přiklánějící k okamžitému svedení bitvy.
Pravděpodobně 7. srpna přicestoval do Adrianopole generál Richomeres s předsunutými západními oddíly. Richomeres Valentovi vyřídil Gratianovu neodkladnou žádost o společný útok proti Fritigernovi. Během porady východního vojenského velení však nabyli vrchu zastánci neprodleného úderu. Prozíravější důstojníci sice císaři radili vyčkat spojení obou armád, ovšem netrpělivý Valens záviděl svému synovci jeho nedávné úspěchy nad Alamany. Rozhodl se tedy vrhnout do boje bez Gratiana, s nímž se nechtěl dělit o slávu ze zdánlivě jistého vítězství. Vědom si neodvratnosti bitvy poslal Fritigern k Valentovi své emisary, jejichž prostřednictvím se domáhal odevzdání Thrákie výměnou za slib míru. Císař ale nedůvěřoval Fritigernovým návrhům a vytrval ve svém odhodlání střetnout se s Góty.

## Bitva
Ráno 9. srpna 378 vytáhlo římské vojsko od Adrianopole, v jejíchž hradbách zanechalo trén a císařskou pokladnici, a zamířilo severovýchodním směrem. Postup vstříc nepříteli zabral Římanům celé dopoledne a teprve kolem druhé hodiny spatřili gótské vozy rozestavené ve tvaru kruhu. Muže i zvířata zmáhalo v závěru pochodu palčivé vedro, hlad i žízeň. Gótové ještě zhoršili útrapy svých protivníků zapálením suché trávy a roznícením požárů. Římský předvoj záhy objevil, že Gótové jsou oproti dřívějším odhadům výrazně početnější. Fritigern, usilující patrně o získání času dostačujícího k návratu Alatheových a Safrakových jezdců, vyslal k císaři dvě poselstva. Znejistělý Valens projevil ochotu vyjednávat. Nicméně při dohadování výměny rukojmí vyrazily dvě jednotky, příslušející k císařově tělesné stráži scholae palatinae, předčasně do útoku, do něhož se ihned zapojil i zbytek římského vojska, jehož levé křídlo se dosud nacházelo v pochodové formaci. Boj začal, aniž by kterákoli z válčících stran byla připravena.

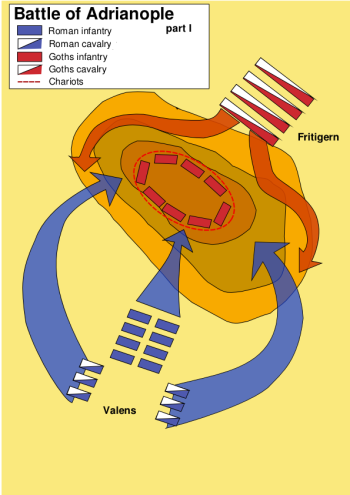
Útok Římanů a reakce Gótů

Průběh bitvy nastíněný moderními historiky se poněkud rozchází vinou nejednoznačnosti jejího popisu v antických pramenech. Podle převažujícího výkladu proniklo nejblíže k nepřátelskému ležení římské jezdectvo na levém křídle. Když zatlačilo Góty k jejich vozovému táboru, Alatheova a Safrakova nedaleko pícující (krmení koní) jízda se společně s Alany přiřítila do bitevní vřavy a uvrhla Římany ve zmatek. Římská kavalerie na levém křídle byla v důsledku jejich náhlého a nečekaného útoku odříznuta a zahnána na útěk. Po destrukci levého křídla byla římská pohroma završena masivním úderem Gótů do obnaženého boku Valentovy pěchoty. Dle mínění některých badatelů však gótská a alanská jízda napadla nejprve římské jezdectvo na pravém křídle, na něž měla udeřit ze strany, anebo možná dokonce z týlu. Část Gótů měla potom objet římské linie a obdobným způsobem přemoci levé křídlo, čímž bylo římské jezdectvo naprosto rozprášeno.
Gótská pěchota mezitím opustila své obranné postavení ve vozovém kruhu a vrhla se na Římany čelně. Legionáři, opuštění jízdou a ze všech stran sevření barbary, byli natlačeni k sobě. Stěsnaní na malém prostoru, nemohli manévrovat a vést efektivní boj, v nastalé řeži proto mnozí podlehli zraněním, jež jim přivodili vlastní spolubojovníci. Vyčerpaní římští pěšáci, znavení srpnovým horkem, náročným pochodem a oslepovaní kouřem, se brzy ocitli na pokraji zhroucení. Lítý zápas trval do pozdního odpoledne, kdy se římský bitevní šik začal pod vytrvalým náporem nepřátel rozpadat. Následný úprk Římanů se změnil v krvavý masakr, který ukončila až noc znemožňující další pronásledování.
Gótové dosáhli navzdory veškerému očekávání ohromujícího vítězství, neboť potřeli elitní a nejcennější sbory východního vojska. Přesné údaje o počtu padlých jsou dodnes předmětem diskuzí. Ammianus poznamenává, že si stěží jedna třetina Římanů dokázala zachránit život, z čehož vyplývá, že drtivá většina příslušníků východních comitatenses nalezla v této bitvě smrt. S nimi zahynulo třicet pět tribunů a velitelů jednotek, včetně Traiana a Sebastiana, a především samotný císař Valens. Přesné okolnosti jeho úmrtí sice zůstávají neznámé, zřejmě ale zemřel mezi svými vojáky nedlouho poté, co byl během střetnutí zasažen šípem. Podle méně pravděpodobné verze jeho skonu byl zraněný odnesen do jistého stavení. To posléze obklíčili a zapálili gótští válečníci, nemající tušení o tom, kdo se ukrývá uvnitř.

## Další vývoj
Okamžitě po svém velkolepém úspěchu se Gótové vydali k Adrianopoli, ovšem jejich snahy o zdolání městského opevnění se ukázaly marné. Nato krátce ohrožovali Konstantinopol, než byli zahnáni nově příchozími římskými posilami. Ani po bitvě u Adrianopole Gótové nedokázali obsadit města, v nichž bylo uschováno bohatství Římanů a zvláště nezbytné zásoby zbraní a jídla. Barbaři si i nadále museli obstarávat potraviny loupením a drancováním zemědělských usedlostí, tudíž v žádné lokalitě nemohli pobývat příliš dlouho. Vítězství paradoxně narušilo soudržnost Fritigernova vojska a oslabilo jeho pozici, jelikož gótský vůdce nemohl své muže udržet pohromadě, ani sledovat jakýkoli dlouhodobější záměr. Římané tím získali čas zotavit se z uštědřené prohry.
Gratianus zpočátku nepodnikl proti Gótům žádná opatření a teprve v lednu 379 ustavil hispánského důstojníka Theodosia novým východním císařem. Ten dočasně zakotvil v Soluni, odkud řídil obnovu poničené armády. Rolníci, horníci, asijští i afričtí spojenci a dokonce gótští žoldnéři byli rekrutováni v zájmu urychleného doplnění východních sborů. Gótové se zatím přesunuli z východního Balkánu přes Trajánovu bránu do Dácie a Horní Moesie. I přes jistá dílčí vítězství nebyli Římané schopni Góty rozhodujícím způsobem porazit. V roce 380 se od Fritigernových Gótů oddělili Alatheovi a Safrakovi Greutungové a Alani, mířící na severozápad do Panonie. Tam byli potom Gratianem usazeni, nebo poraženi. Naproti tomu Fritigern táhl údolím řek Velké Moravy a Vardaru na jih do Makedonie a severního Řecka. Theodosius se s těmito Góty srazil, avšak utrpěl porážku. Až roku 381 vytlačily západní oddíly barbary zpět do Thrákie.
Po šesti letech vytrvalého a převážně nerozhodného zápolení, při němž přišli o život vedle Valenta i Fritigern a oba velitelé Greutungů, uzavřeli Římané s Góty 3. října 382 smlouvu (foedus), jíž byla válka ukončena. Ačkoli toto vyústění bylo prezentováno jako gótská kapitulace, ve skutečnosti si Římané mohli jen stěží nárokovat úplné vítězství. Výsledek konfliktu se odrazil i ve sjednané dohodě, jež znamenala zásadní posun v římské politice vůči barbarům usazeným na teritoriu říše. Podle mírových podmínek obdrželi Gótové půdu k usídlení a obdělávání, zachovali si vlastní zákonodárství a směli si ponechat stávající kmenové struktury, přestože žádný jednotlivec nebyl uznán za náčelníka všech Gótů. Foedus jim rovněž stanovil povinnost odvádět rekruty do římské armády a v případě nutnosti se zavazovali k všeobecné službě jako spojenci (foederati) Římanů. Gótům bylo tedy garantováno jakési poloautonomní postavení v římské říši.

## Hodnocení
Mnoho moderních badatelů vycházelo z teze Charlese Omana pokládajícího bitvu u Adrianopole, vzhledem k vítězství gótského jezdectva nad římskou těžkou pěchotou, za okamžik zvratu v dějinách západního vojenství. Tato teorie byla zpochybněna a vyvrácena historikem Thomasem Burnsem označujícím počty gótských jezdců za silně nadsazené kvůli problémům s jejich zásobováním. Třebaže Fritigernově kavalerii náležela podstatná úloha ve vývoji bitvy, celé střetnutí se oboustranně odvíjelo jako boj pěchoty. Často bylo také uváděno, že zkáza Římanů u Adrianopole vedla ke změnám ve složení pozdně římské armády a ke vzrůstajícímu využívání jízdy. Tento proces ale započal dávno před rokem 378, neboť jezdectvo posilovalo svoji roli na úkor těžké pěchoty přinejmenším od poloviny 3. století.
Obdobně je tato bitva přeceňována z hlediska pozdně antických dějin. Římané žijící v 5. století spatřovali v porážce u Adrianopole slovy historika Rufina „počátek všech dalších neštěstí římské říše“. Takto na tento střet nahlížel i Edward Gibbon, jehož postoj do značné míry ovlivnil novodobé hodnocení Adrianopole. Nicméně soudobí autoři uvažovali odlišně. Ammianus Marcellinus sice završil své dílo popisem tohoto boje a srovnával ji s bitvou u Kann. Navzdory tomu ji nechápal jako neodčinitelnou katastrofu a byl optimisticky přesvědčen, že se říše s tímto nezdarem vypořádá. Každopádně nelze opomíjet, že Římany stihla nejhorší porážka od krize třetího století. Gótové uštědřili svým nepřátelům zdrcující ránu, protože zničili jádro mobilních záloh východní říše a pobili velkou část jejích velitelských kádrů. Chybějící rezervy římské armády zapříčinily nemalé obtíže při získávání nových vojáků, jež musely být řešeny i odvody Gótů, čímž se ještě zvýraznily negativní strategické a morální dopady porážky. Adrianopol přesto nesymbolizuje konec římské říše, jejíž vojenská moc byla pouze přechodně ochromena.
Foedus z roku 382 vytvořil právní základ pro fakticky samostatnou existenci Gótů, kteří v roce 376 uprchli na římské území před tlakem Hunů, v římské říši a současně zajistil prostor pro jejich pozvolnou transformaci v kmenový svaz Vizigótů, což lze pokládat za nejdalekosáhlejší důsledky bitvy u Adrianopole. Římané dovolili, aby nezanedbatelná a nadto potenciálně nepřátelská síla setrvala neporažená uvnitř jejich hranic. Ta se pak v dalších desetiletích stala zdrojem četných dramatických krizí a významně se podílela na kolapsu západořímské říše.